# Сунженский район (Чечено-Ингушская АССР)
Сунженский район (чечен. Соьлжин кIошт, ингуш. Шолжа шахьар) — бывший район Чечено-Ингушской АССР в 1931—1944 и 1957—1992 годах (Чеченской автономной области в 1931—1934 гг., Чечено-Ингушской автономной области в 1934—1936 гг., Грозненской области в 1944—1957 гг.) в РСФСР в составе СССР.
Административным центром района была станица Орджоникидзевская (до 1939 года — Слепцовская).

## История
На I съезде народов Терека в 1920 году был образован Сунженский казачий округ. В 1922 году была создана Чеченская автономная область, в состав которой и был передан образованный 4 февраля 1929 года Сунженский округ.
30 сентября 1931 года все округа Чеченской АО были официально преобразованы в районы, включая Сунженский район.
В 1934 году Чеченская и Ингушская автономные области были объединены в Чечено-Ингушскую автономную область со столицей в Грозном, в составе которой также был Сунженский район. С 1936 до 1944 гг. и с 1957 до 1992 гг. он являлся районом Чечено-Ингушской Автономной Советской Социалистической Республики.
В 1934 году Постановлением ВЦИК село Вознесенское переименовано в рабочий поселок Малгобек с преобразованием Вознесенского сельсовета в Малгобекский поселковый совет.
По Указу Президиума Верховного Совета РСФСР от 26 марта 1939 г. районный центр станица Слепцовская была переименована в Орджоникидзевскую. Указом Президиума Верховного Совета РСФСР от 27 августа 1939 г. рабочий поселок Малгобек преобразован в город.
В период существования Грозненской области (1944—1957 гг.) район входил в её состав и не передавался другим АССР.
Указом Президиума Верховного Совета РСФСР от 31 августа 1944 г. путём разукрупнения Надтеречного и Сунженского районов был выделен Горагорский район Грозненской области.
Сунженский район прекратил своё существование в 1992 году в связи с разделением ЧИ АССР на две республики и с последующим выделением двух одноимённых административно-территориальных единиц: Сунженский район Чечни и Сунженский район Ингушетии.

## Население
| Численность населения | Численность населения | Численность населения | Численность населения | Численность населения |
| 1939                  | 1959                  | 1970                  | 1979                  | 1989                  |
| --------------------- | --------------------- | --------------------- | --------------------- | --------------------- |
| 36 911                | ↗43 171               | ↗61 496               | ↘59 831               | ↗62 144               |

### Национальный состав
По данным РГАЭ, Росстата и Всесоюзная перепись населения 1989 года:
| Год переписи | 1989              |
| ------------ | ----------------- |
| ингуши       | 26 550 (42,7 %)   |
| русские      | 19 245 (30,9 %)   |
| чеченцы      | 13 047 (20,9 %)   |
| украинцы     | 591 (0,9 %)       |
| другие       | 1210 (1,9 %)      |
| Всего        | 62 144 (100,00 %) |

## Административное деление
По состоянию на 1 января 1941 года Сунженский район включал 11 сельсоветов (в скобках — их центры):
- Ассинский сельсовет (станица Ассиновская)
- Асламбековский сельсовет (село Асламбек)
- Алхастинский сельсовет (село Алхасты)
- Давыденковский сельсовет (хутор Давыденко)
- Карабулакский сельсовет (станица Карабулакская)
- Маковкинский сельсовет (хутор Маковкин)
- Нестеровский сельсовет (станица Нестеровская)
- Орджоникидзевский сельсовет (станица Орджоникидзевская)
- Троицкий сельсовет (станица Троицкая)
- Чемульгинский сельсовет (хутор Чемульга)
- Яндырковский сельсовет (село Яндаре).